# Anchastus sombranus
Anchastus sombranus là một loài bọ cánh cứng trong họ Elateridae. Loài này được Vats & Chauhan miêu tả khoa học năm 1992.